# Концерт для кларнета с оркестром (Нильсен)
Концерт для кларнета с оркестром, FS 129, op. 57 — произведение Карла Нильсена (1865—1931), написанное в 1928 году. Одно из самых часто исполняемых произведений датского композитора.

## История создания

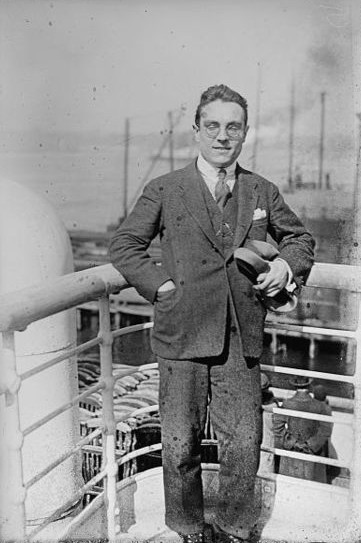
Эмиль Тельманьи

Карл Нильсен работал над концертом с апреля по август 1928 года. К этому времени он уже закончил первые две из Трех пьес для фортепиано. Тогда же, по просьбе скрипача Эмиля Тельманьи, написал Preludio e Presto FS 128, Op. 52. для скрипки соло.
Первые произведения для кларнета в творчестве композитора появились еще в годы учебы в Королевской академии музыки в Копенгагене (Пьеса-Фантазия). Позднее он подчеркивал особую выразительность кларнета в квинтете 1914 года, где каждый инструмент говорит на собственном языке, противопоставляя мелодические линии гармоническому складу письма; и в квинтете 1922 года, в его последнем опусе для камерного ансамбля, в котором он также попытался выразить характер различных инструментов.
В концерте для кларнета с оркестром Карл Нильсен представил выразительные средства кларнета с небольшим оркестром. В своем интервью в связи с работой в Стокгольме композитор описал кларнет следующим образом: «Кларнет — необычный и интересный инструмент, диапазон которого шире, чем у большинства духовых. Кларнет может казаться истеричным как — мои извинения — женщина, или как райский чарующий ветер, дующий по заповедным лугам».
Помимо самого инструмента, Карл Нильсен был вдохновлен музыкантом, для которого он писал концерт: уникальный и темпераментный кларнетист Оге Оксенвад, основатель и участник Датского духового квинтета. Композитор хорошо знал исполнительские возможности Оге Оксенвада, работая с ним в Датском королевском Оркестре, где Оксенвад играл с 1909 (с 1919 как соло-кларнет).

## Структура
Концерт написан в одночастной форме, но по тематическому материалу в ней можно выделить несколько разделов:
- Allegretto un poco,
- Poco Adagio,
- Allegretto non troppo,
- Allegro vivace.

Продолжительность произведения около 25 минут.

## Состав оркестра
2 фагота, 2 валторны in F, малый барабан, струнные и кларнет-соло in A.